# Canton de Brest-4
Le canton de Brest-4 est une circonscription électorale française du département du Finistère.

## Histoire
Le canton de Brest-IV est créé par décret du 23 juillet 1973 réorganisant les cantons de Brest.
Le décret du 27 février 1991 supprime le canton de Brest-IV.
Un nouveau découpage territorial du Finistère entre en vigueur à l'occasion des élections départementales de mars 2015, défini par le décret du 13 février 2014, en application des lois du 17 mai 2013 (loi organique 2013-402 et loi 2013-403). Les conseillers départementaux sont, à compter de ces élections, élus au scrutin majoritaire binominal mixte. Les électeurs de chaque canton élisent au Conseil départemental, nouvelle appellation du Conseil général, deux membres de sexe différent, qui se présentent en binôme de candidats. Les conseillers départementaux sont élus pour 6 ans au scrutin binominal majoritaire à deux tours, l'accès au second tour nécessitant 12,5 % des inscrits au 1er tour. En outre la totalité des conseillers départementaux est renouvelée. Ce nouveau mode de scrutin nécessite un redécoupage des cantons dont le nombre est divisé par deux avec arrondi à l'unité impaire supérieure si ce nombre n'est pas entier impair, assorti de conditions de seuils minimaux. Dans le Finistère, le nombre de cantons passe ainsi de 54 à 27. Le canton de Brest-4 est recréé par ce décret.
Il est formé d'une fraction de Brest et de communes des anciens cantons de Brest-Cavale-Blanche-Bohars-Guilers (2 communes) et de Brest-L'Hermitage-Gouesnou (1 commune). Le canton est entièrement inclus dans l'arrondissement de Brest. Le bureau centralisateur est situé à Brest.

## Représentation

### Représentation de 1973 à 1991
| Période | Période | Identité                     | Étiquette | Qualité |
| ------- | ------- | ---------------------------- | --------- | --- |
| 1973    | 1979    | Jean-Marie Garrigou-Lagrange | PS        | Professeur agrégé de droit, adjoint au maire de Brest (1977-1983) |
| 1979    | 1992    | Georges Lombard              | UDF       | Avocat Maire de Brest (1959-1973) Président de la Communauté Urbaine (1974-1977) Député (1958-1962 et 1967-1968) Sénateur (1971-1989) Ancien conseiller général du Canton de Brest-2 (1967-1973) |

### Représentation depuis 2015
| Période élective | Période élective | Mandat | Mandat   | Identité            | Nuance | Nuance | Qualité                                                             |
| ---------------- | ---------------- | ------ | -------- | ------------------- | ------ | ------ | ------------------------------------------------------------------- |
| 2015             | 2021             | 2015   | 2021     | Véronique Bourbigot |        | LR     | Commerçante, conseillère municipale de Brest                        |
| 2015             | 2021             | 2015   | 2021     | Pierre Ogor         |        | DVD    | maire de Guilers (depuis 2008)                                      |
| 2021             | 2028             | 2021   | en cours | Véronique Bourbigot |        | LR     | Conseillère sortante, 3ème Vice-Présidente du conseil départemental |
| 2021             | 2028             | 2021   | en cours | Pierre Ogor         |        | DVC    | Conseiller sortant                                                  |

### Résultats détaillés

#### Élections de mars 2015
À l'issue du 1er tour des élections départementales de 2015, deux binômes sont en ballottage : Pascale Mahé et Koffi Yao (PS, 38,13 %) et Véronique Bourbigot et Pierre Ogor (Union de la Droite, 38,02 %). Le taux de participation est de 48,73 % (12 945 votants sur 26 563 inscrits) contre 51,11 % au niveau départementalet 50,17 % au niveau national.
Au second tour, Véronique Bourbigot et Pierre Ogor (Union de la Droite) sont élus avec 51,29 % des suffrages exprimés et un taux de participation de 48,72 % (6 206 voix pour 12 940 votants et 26 562 inscrits).

#### Élections de juin 2021
Le premier tour des élections départementales de 2021 est marqué par un très faible taux de participation (33,26 % au niveau national). Dans le canton de Brest-4, ce taux de participation est de 32,62 % (8 712 votants sur 26 705 inscrits) contre 35,55 % au niveau départemental. À l'issue de ce premier tour, deux binômes sont en ballottage : Véronique Bourbigot et Pierre Ogor (Union au centre et à droite, 38,01 %) et Gwenaël Kerjean et Sylvie Taloc (Union à gauche, 31,13 %).
Le second tour des élections est marqué une nouvelle fois par une abstention massive équivalente au premier tour. Les taux de participation sont de 34,36 % au niveau national, 36,76 % dans le département et 34,49 % dans le canton de Brest-4. Véronique Bourbigot et Pierre Ogor (Union au centre et à droite) sont élus avec 51,99 % des suffrages exprimés (4 463 voix pour 9 214 votants et 26 714 inscrits),,. 

## Composition

### Composition de 1973 à 1991
Lors de sa création en 1973, le canton de Brest-IV est composé de la portion de territoire de la ville de Brest déterminée par les voies ci-après : rive de la rade (dans l'axe de la rue P.-Semard), rue P.-Semard (du bassin du Tritschler à la rue L.-Le Guen côté Est), rue L.-Le Guen (du numéro 2 au numéro 30), boulevard Gambetta (du numéro 86 au numéro 94), rue Richelieu (du numéro 2 au numéro 94), rue Saint-Marc (numéros 2, 4 et 6). rue Kerfautras (du numéro 1 au numéro 21), rue Hoche (du numéro 7 au numéro 81), rue A.-Louppe (du numéro 2 au numéro 62), place de Strasbourg (numéros 15 et 17), rue de Paris (du numéro 1 au numéro 149 à la limite de la commune de Brest et de la commune de Guipavas) à l'Est, la limite de la commune de Guipavas, au Sud, le rivage de la rade.

### Composition depuis 2015
| Nom                           | Code Insee | Intercommunalité | Superficie (km2) | Population (dernière pop. légale)                 | Densité (hab./km2) | Modifier                                    |
| ----------------------------- | ---------- | ---------------- | ---------------- | ------------------------------------------------- | ------------------ | ------------------------------------------- |
| Brest (bureau centralisateur) | 29019      | Brest Métropole  | 49,51            | Fraction : 17 649 (2022) Commune : 140 993 (2022) | 2 848              | modifier les données · modifier les données |
| Bohars                        | 29011      | Brest Métropole  | 7,27             | 3 671 (2022)                                      | 505                | modifier les données · modifier les données |
| Gouesnou                      | 29061      | Brest Métropole  | 12,08            | 6 412 (2022)                                      | 531                | modifier les données · modifier les données |
| Guilers                       | 29069      | Brest Métropole  | 18,98            | 8 221 (2022)                                      | 433                | modifier les données · modifier les données |
| Canton de Brest-4             | 2904       |                  |                  | 35 953 (2022)                                     |                    | modifier les données                        |

Le canton de Brest-4 comprend désormais :
1. trois communes entières,
2. la partie de la commune de Brest non incluse dans les cantons de Brest-1, Brest-2, Brest-3 et Brest-5.

## Démographie
En 2022, le canton comptait 35 953 habitants, en évolution de +4,14 % par rapport à 2016 (Finistère : +2,16 %, France hors Mayotte : +2,11 %).
| 2013   | 2018   | 2022   |
| ------ | ------ | ------ |
| 34 506 | 34 769 | 35 953 |